# Xiufeng, Fujian
Xiufeng (kinesiska: 秀峰) är en socken i sydöstra Kina. Den ligger i Pinghe härad i staden Zhangzhou i provinsen Fujian, omkring 300 kilometer sydväst om provinshuvudstaden Fuzhou. Antalet invånare är 9 864. Befolkningen består av 4 566 kvinnor och 5 298 män. Barn under 15 år utgör 24,0 %, vuxna 15-64 år 61 %, och äldre över 65 år 14,0 %.